# Relentless (альбом Джейсона Олдина)
| Оценки критиков       | Оценки критиков |
| Источник              | Оценка          |
| --------------------- | --------------- |
| Allmusic              | [ 1 ]           |
| Entertainment Weekly  | C               |
| Country Standard Time | [ 3 ]           |
| Billboard             | favorable       |

«Relentless» — второй альбом американского кантри-певца Джейсона Олдина, выпущенный 29 мая 2007 года на лейбле Broken Bow Records. Альбом дебютировал на 4 месте в американском хит-параде Billboard 200 и на 1 месте в чарте Top Country Albums с продажами около 98 000 копий за первую неделю. 4 октября того же года альбом был сертифицирован RIAA как золотой. В сентябре 2012 года он был признан платиновым.
Relentless принёс Олдину три сингла в чартах Hot Country Songs. Ведущий сингл «Johnny Cash» (первоначально записанный Трейси Бёрдом на его альбоме 2004 года Greatest Hits) и «Laughed Until We Cried» достигли 6 места в этом чарте, а заглавный трек достиг 15 места в конце 2008 года. Таким образом, это единственный на сегодняшний день альбом Олдина, не содержащий сингла номер один.

## Отзывы
Кен Такер из Billboard дал положительную рецензию, сказав, что «каждый трек отличается полным, гитарным продюсированием». Он счёл «Johnny Cash», «Back in This Cigarette» и «I Break Everything I Touch» лучшими треками.
Рик Андерсон из Allmusic отметил тяжелые и агрессивные электрогитары, и выделил в качестве медленной жемчужины дуэт Олдина с Ламберт «Grown Woman».

## Список композиций
| №                   | Название                                | Автор(ы)                               | Длительность |
| ------------------- | --------------------------------------- | -------------------------------------- | ------------ |
| 1.                  | «Johnny Cash»                           | Rodney Clawson Vicky McGehee John Rich | 3:11         |
| 2.                  | «Laughed Until We Cried»                | Ashley Gorley Kelley Lovelace          | 3:23         |
| 3.                  | «Do You Wish It Was Me»                 | Julie Adkison Clawson                  | 4:25         |
| 4.                  | «I Use What I Got»                      | Jim Collins Brett James                | 3:07         |
| 5.                  | «Who's Kissing You Tonight»             | Rich Tom Shapiro Chris Waters          | 3:25         |
| 6.                  | «Relentless»                            | James LeBlanc John Paul White          | 3:42         |
| 7.                  | «My Memory Ain't What It Used to Be»    | Gorley Wade Kirby Bryan Simpson        | 4:14         |
| 8.                  | «No»                                    | Collins Tony Martin Wendell Mobley     | 3:41         |
| 9.                  | «Back in this Cigarette»                | Joe Doyle Michael Mobley               | 4:35         |
| 10.                 | «Grown Woman» (дуэт с Мирандой Ламберт) | James Hillary Lindsey                  | 3:58         |
| 11.                 | «I Break Everything I Touch»            | David Lee Murphy Kim Tribble           | 3:20         |
| 12.                 | «Not Every Man Lives»                   | Lee Brice Billy Montana Frank J. Myers | 3:56         |
| Общая длительность: | Общая длительность:                     | Общая длительность:                    | 44:57        |

## Позиции в чартах
| Чарт (2007)                        | Высшая позиция |
| ---------------------------------- | -------------- |
| США (Billboard 200)                | 4              |
| США (Billboard Top Country Albums) | 1              |
| США (Billboard Independent Albums) | 1              |

| Чарт (2007)                       | Позиция |
| --------------------------------- | ------- |
| US Billboard 200                  | 136     |
| US Top Country Albums (Billboard) | 26      |
| Чарт (2008)                       | Позиция |
| US Top Country Albums (Billboard) | 33      |

## Сертификации
| Регион     | Сертификаты |
| ---------- | ----------- |
| США (RIAA) | Платиновый  |